# Irina Spîrlea
Irina Spîrlea (Bucarest, 26 de marzo de 1974) es una extenista rumana que estuvo en activo durante la década de 1990. Jugó las semifinales del Abierto de Estados Unidos en 1997, perdiendo ante la estadounidense Venus Williams. Llegó a ser la n.º 7 del mundo en individuales.

## Biografía
Irina Spîrlea nace en Bucarest (Rumania). Hija de un entrenador de atletismo, comenzó a practicar el tenis admirando el juego de la alemana Steffi Graf. Se hizo profesional en 1990 y terminó la temporada en el puesto 304. En 1993 juega su primera final en Sapporo, perdiendo contra Linda Wild, pero un año después ganaría su primer torneo en Palermo, derrotando en la final a la holandesa Brenda Schultz.
En 1996 fue top ten, siendo la primera jugadora rumana en entrar en dicho puesto desde que lo hiciera Virginia Ruzici en 1981.
Participó en los Juegos Olímpicos de Barcelona 1992 representando a su país, perdiendo en primera ronda contra la española Arantxa Sánchez Vicario.
En los 11 años que Spîrlea jugó como profesional, ganó 4 torneos en individuales y 6 en dobles. Fue la n.º 7 del mundo en individuales y la n.º 16 en dobles.
Se retiró en 1990.

## Torneos (10, 4+6)

### Campeona (4)
| Tipo de campeonato   |
| -------------------- |
| WTA Championship (0) |
| Grand Slam (0)       |
| Tier I (0)           |
| Tier II (1)          |
| Tier III (1)         |
| Tier IV/V (2)        |

| Título por superficie |
| Cemento (0)           |
| Tierra (4)            |
| Hierba (0)            |
| Moquesta (0)          |

| No. | Fecha               | Torneo        | Superficie | Rival          | Resultado     |
| 1.  | 4 de julio de 1994  | Palermo       | Tierra     | Brenda Schultz | 6-4, 1-6, 7-6 |
| 2.  | 10 de julio de 1995 | Palermo       | Tierra     | Sabine Hack    | 7-6, 6-2      |
| 3.  | 8 de abril de 1996  | Amelia Island | Tierra     | Mary Pierce    | 6-7, 6-4, 6-3 |
| 4.  | 18 de mayo de 1997  | Estrasburgo   | Tierra     | Julie Halard   | 7-6, 6-3      |

### Campeona (6)
- 1993: Sapporo (pierde contra Linda Wild)
- 1994: Taranto (pierde contra Julie Halard)
- 1995: Yakarta (pierde contra Sabine Hack)
- 1997: Indian Wells (pierde contra Lindsay Davenport)
- 1998: Hilton Head (pierde contra Amanda Coetzer)
- 1999: El Cairo (pierde contra Arantxa Sánchez Vicario)

### Torneos en dobles (6)
| Torneo en dobles     |
| -------------------- |
| WTA Championship (0) |
| Grand Slam (0)       |
| Tier I (1)           |
| Tier II (2)          |
| Tier III (2)         |
| Tier IV/V (1)        |

| Título por superficie |
| Cemento (1)           |
| Tierra (2)            |
| Hierba (0)            |
| Moqueta (3)           |

| No. | Fecha                    | Torneo     | Superficie | Compañera               | Rivales                            | Resultado     |
| 1.  | 25 de abril de 1994      | Taranto    | Tierra     | Noëlle van Lottum       | Sandra Cecchini Isabelle Demongeot | 6–3, 2-6, 6-1 |
| 2.  | 2 de enero de 1995       | Yakarta    | Cemento    | Claudia Porwik          | Laurence Courtois Nancy Feber      | 6-2, 6-3      |
| 3.  | 6 de mayo de 1996        | Roma       | Tierra     | Arantxa Sánchez Vicario | Gigi Fernández Martina Hingis      | 6-4, 3-6, 6-3 |
| 4.  | 22 de febrero de 1999    | Gaz        | Moqueta    | Caroline Vis            | Elena Likhovtseva Ai Sugiyama      | 7-5, 3-6, 6-3 |
| 5.  | 20 de septiembre de 1999 | Luxemburgo | Moqueta    | Caroline Vis            | Tina Krizan Katarina Srebotnik     | 6-1, 6-2      |
| 6.  | 25 de octubre de 1999    | Linz       | Moqueta    | Caroline Vis            | Tina Krizan Larisa Neiland         | 6-4, 6-3      |